# Engelure
 (janvier 2023).
La mise en forme du texte ne suit pas les recommandations de Wikipédia : il faut le « wikifier ».
Les points d'amélioration suivants sont les cas les plus fréquents. Le détail des points à revoir est peut-être précisé sur la page de discussion.
- Les titres sont pré-formatés par le logiciel. Ils ne sont ni en capitales, ni en gras.
- Le texte ne doit pas être écrit en capitales (les noms de famille non plus), ni en gras, ni en italique, ni en « petit »…
- Le gras n'est utilisé que pour surligner le titre de l'article dans l'introduction, une seule fois.
- L'italique est rarement utilisé : mots en langue étrangère, titres d'œuvres, noms de bateaux, etc.
- Les citations ne sont pas en italique mais en corps de texte normal. Elles sont entourées par des guillemets français : « et ».
- Les listes à puces sont à éviter, des paragraphes rédigés étant largement préférés. Les tableaux sont à réserver à la présentation de données structurées (résultats, etc.).
- Les appels de note de bas de page (petits chiffres en exposant, introduits par l'outil «  Source ») sont à placer entre la fin de phrase et le point final[comme ça].
- Les liens internes (vers d'autres articles de Wikipédia) sont à choisir avec parcimonie. Créez des liens vers des articles approfondissant le sujet. Les termes génériques sans rapport avec le sujet sont à éviter, ainsi que les répétitions de liens vers un même terme.
- Les liens externes sont à placer uniquement dans une section « Liens externes », à la fin de l'article. Ces liens sont à choisir avec parcimonie suivant les règles définies. Si un lien sert de source à l'article, son insertion dans le texte est à faire par les notes de bas de page.
- La présentation des références doit suivre les conventions bibliographiques. Il est recommandé d'utiliser les modèles {{Ouvrage}}, {{Chapitre}}, {{Article}}, {{Lien web}} et/ou {{Bibliographie}}. Le mode d'édition visuel peut mettre en forme automatiquement les références.
- Insérer une infobox (cadre d'informations à droite) n'est pas obligatoire pour parachever la mise en page.

Pour une aide détaillée, merci de consulter Aide:Wikification.
Si vous pensez que ces points ont été résolus, vous pouvez retirer ce bandeau et améliorer la mise en forme d'un autre article.
 Mise en garde médicale
Les engelures, également appelées perniose, froidure, pernion, ou érythème pernio, ou gelure sont un type de blessure par le froid qui se traduit par des zones cutanées rouges à blanches et tendres, accompagnées de démangeaisons,. Moins fréquemment, des cloques et des ulcérations peuvent survenir. Les engelures sont plus fréquentes touchent les parties exposées du corps (nez, oreilles, joues, poignets), ainsi que les mains et les pieds en raison du réflexe de vasoconstriction périphérique induit par le froid, qui réduit considérablement la température des tissus.
Les engelures surviennent généralement lors d'un travail pratiqué dans le froid, ou lors d'activité sportive pratiquées sur de longues distance ou durant un temps long (alpinisme et expéditions) dans le froid (marche, jogging, course à pied, ski, biathlon, course d’aventure, triathlon, marathons, patinage ou hockey pratiqués en extérieur ou encore natation en eau froide... ou plus généralement en raison d'une exposition prolongée au froid,. Les facteurs de risque comprennent le lupus, le tabagisme, les antécédents familiaux et le syndrome de Raynaud,. Le mécanisme sous-jacent comporte l'inflammation des petits vaisseaux sanguins,. 
Le diagnostic est généralement fondé sur les symptômes et l'examen. Dès - 15°C, en présence de fort vent froid, notamment sur peau humide, une engelure peut apparaitre en quelque minutes. La résorption spontanée d'une engelure peut prendre une à deux semaines.

## Symptômes
Une sensation de froid apparait quand la température cutanée chute à 28°C, suivie d'une douleur autour de 20°C, puis  sous 10°C la douleur est remplacées par un engourdissement (perte de sensibilité avec impression que la zone touchée est « en bois »). Après réchauffement, la douleur devient importante (sensations de picotements, brûlures, élancements) et associée à une perte de perception par la peau, qui prend souvent une teinte rougeâtre à blanc cireux.

## Facteurs prédisposant
le premier facteur, environnemental, est le froid associé au vent, en particulier quand la température chute sous -27°C (-18°F) ; une engelure peut alors se produire en 30 min ou moins (en quelques minutes par grand froid et grand vent) sur la peau exposée.
Il existe des facteurs individuels (génétiques et liés à la condition physique du moment et à l'habillement, par exemple pas assez chaud ou porté trop serré) et environnementaux (par exemple l'altitude expose au froid, mais aussi au manque d'oxygène qui induit des déficits cognitifs et une moindre sensitivité cutanée au froid au niveau des orteils, deux facteurs qui conduisent éventuellement à des « mauvais choix comportementaux en haute altitude » et ainsi augmenter la susceptibilité individuelle à des blessures au froid. D’un point de vue physiologique, les réponses de la VIF semblent être atténuées par une exposition à l’altitude (9 4350 m) chez des sujets non acclimatés, avec une restauration possible de ces réponses après acclimatation à l’altitude pendant au moins 21–45 j. L’exposition à l’altitude (> 8000 ft) diminue aussi le frisson et la vasoconstriction en réponse au froid rappellent Castellani et ses collègues en 2006.
mais aussi mécaniques, physiologiques et même psychologiques, avec des différences observées entre hommes et femmes. L'hypotension, l'athérosclérose, le diabète], les chocs, le syndrome de Raynaud (souvent associé à une sclérodermie, au lupus érythémateux ou à des arthrites), la prise de médicaments vasoconstricteurs, le tabagisme et divers problèmes vasospastiques augmentent le risque d'engelures et rendent plus longue et difficile leur cicatrisation. 
Les enfants, en raison de différences de composition corporelle et anthropométriques, et les plus de 60 ans, en raison d'une dégradation des réflexes d'adaptation au froid, présentent des risque accru d'engelures. 
La présence de graisse sous-cutanée atténue dans une certaine mesure le refroidissement des organes internes. 
L'hypoglycémie diminue le réflexe de frisson, et augmentant le risque d’hypothermie.

## Mécanisme
La peau gèle à une température légèrement inférieure à celle de l'eau en raison des électrolytes contenus dans ses cellules et dans les fluides extracellulaires. La peau humide gèle plus vite et à une température plus basse car l'eau présente sur la surface de la peau favorise une perte de chaleur beaucoup plus rapide (par conduction et évaporation), induisant un refroidissement bien plus rapide que pour une peau sèche, avec un point de congélation inférieur.
Elles peuvent survenir instantanément lors d'un contact avec des liquides super-froids (ex huile, combustibles ou antigel, qui restent liquides à des températures très basses), ou suite au contact avec des objets très froids (métaux ou  minéraux conducteurs en particulier) qui absorbent la chaleur de la peau en y favorisant a formation d'engelures.
l'exposition aiguë au froid de tout ou partie du corps humain induit une réaction de vasoconstriction induite par le froid), périphérique, limitant le débit sanguin vers la peau, la graisse sous-cutanée et les muscles squelettiques pour conserver la chaleur des organes vitaux, la température de la peau et des tissus sous-jacents diminuant en fonction de l'intensité de l'exposition, et parfois aussi en fonction de l'entrainement au froid de la personne,,.
De manière générale, quand tout le corps est exposé au froid, une vasoconstriction généralisée s'active dès que la température moyenne de la peau passe sous 34-35°C , avec une intensité maximale à environ 31°C (ou moins en cas d'immersion totale). Si le refroidissement est local la vasoconstriction est maximale à 26-28°C (22). Ce réflexe protecteur de la température centrale agit au au détriment de la peau et des muscles qui vont souffrir d'une forte réduction de débit sanguin et donc d'un manque d'oxygène, avec in fine l'apparition de blessures liées au froid (dont les engelures).
Les mains et les doigts sont souvent les premiers segments touchés, avec alors une perte de sensibilité tactile et de dextérité, même si un mécanisme compensatoire existe : la vasodilatation induite par le froid (VIF), qui peut au moins provisoirement améliorer la dextérité et sensibilité des doigts,. La température cutanée des doigts refroidis va ainsi osciller après une chute initiale, au rythme de petites augmentation du débit sanguin ; un phénomène également observé dans l'avant-bras. Ce réflexe diminue avec l'hypothermie et la perte de chaleur métabolique disponible.

## Prévention
David Bass, physiologiste environnemental, rappelait que « L’homme au froid n’est pas nécessairement un homme froid ». L'exercice (qui réchauffe) peut prévenir certaines engelures (ex : la peau du nez peut passer de 9.7°C au repos à 18.1°C à lors de l'exercice), mais il contribue aussi à consommer les réserves énergétiques de l'individu, et il peut être peu efficace en l'absence de vêtements chauds, surtout s'il fait transpirer en présence de vent froid. La couverture de survie et l'utilisation d'un abri contre le vent sont utiles.
La meilleure prévention primaire consiste, de manière générale à être adéquatement vêtu, à ne pas trop se refroidir et notamment à garder les mains et les pieds au chaud et au sec, à se protéger de manière aussi adéquate que possible de l'immersion, de l'exposition à la pluie et au froid ambiant accompagné de vent, du contact direct avec de la glace ou tous liquides ou matériau très froids, et de toutes les situations où l’équilibre thermique du corps entier ou d'une partie du corps) ne pourra pas être maintenu. « Les gants et mitaines doivent être portés avant que les mains ne deviennent froides. Puis, à mesure que l’intensité de travail augmente et que les mains se réchauffent, les gants peuvent être enlevés pour éviter que la sueur s’accumule dans le tissu ». Les mitaines protègent mieux des blessures dues au froid que les gants, mais en réduisant la dextérité manuelle ; des doublures dans les gants permettent d'y limiter la condensation de l'humidité de la peau, tout en conservant une bonne dextérité et en offrant une isolation supplémentaire , par grand froid, il faut éviter de souffler de l'air chaud dans ses mitaines ou gants car ceci peut ensuite aggraver le refroidissement des mains. De même l'application de vaseline ou d'autres émollients sur la peau ne prévient pas les engelures, au contraire, surtout sur le visage, et il est recommandé d'éviter des courroies trop serrées sur les gants ou les sacs à dos pour ne pas bloquer la circulation sanguine périphérique déjà freinée en réponse au froid.
En cas d'activité sportive, de loisir ou de travail en contexte froid, une acclimatation, avec entrainement progressif, et une surveillance de la température et de l'indice de refroidissement éolien permettent de mieux estimer le risque relatif d'engelure, et d’asthme et de maladies cardiovasculaires Un « asthme induit par le froid » et des accidents cardiovasculaires aigus comme un infarctus du myocarde induit par  le froid sont possibles). Le risque d'engelure augmente beaucoup à partir de 5182 m d'altitude.
D'autres mesures peuvent consister à soigner son alimentation, choisir des vêtements adaptés au froid, éviter la caféine, l'alcool et le tabac, et éventuellement à prendre de la nifédipine. 

## Prévalence
Les engelures sont relativement courantes dans les régions du monde à climat froid. Les jeunes et les personnes âgées sont les plus touchés. Les femmes sont plus fréquemment touchées que les hommes. La condition a été décrite depuis au moins le Ier siècle par Pedanius Dioscorides d'Anazarbus.
Une forme particulière de Lupus se manifeste par des engelures (entre autres).
Certaines dermatoses de nature allergique se présentent comme de engelures.

## Soins

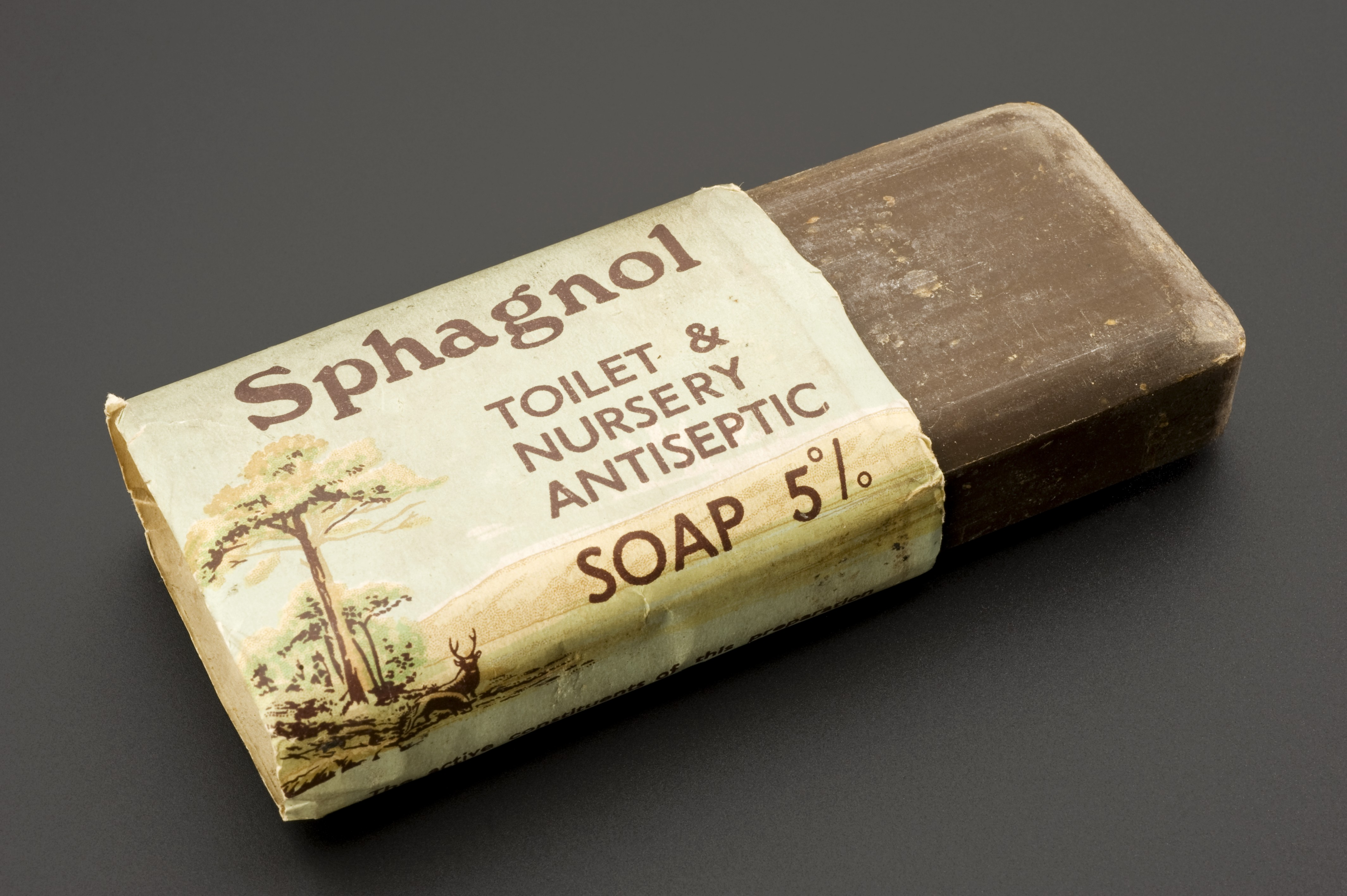
'Savon Sphagnol', à base de tourbe de sphaigne, désinfectant, autrefois notamment utilisé pour soigner les engelures (durant les deux guerres mondiales notamment)

Autrefois les engelures étaient soignées par du beurre, ou plus rarement par une huile végétale, par des compléments alimentaire avec des tests d'injection intramusculaire de vitamine A et vitamine D.
Le traitement peut impliquer l'utilisation des crèmes corticostéroïdes.